# Donauviadukt Untermarchtal
Das Donauviadukt Untermarchtal führt die hier zweispurige Bundesstraße 311 im Westen von Untermarchtal in Baden-Württemberg über die Donau. Unter ihr führt die Bahnstrecke Ulm–Sigmaringen an der Donau entlang. Der Abschnitt der B 311 dient auch als Ortsumgehung von Untermarchtal.
Die erste, Donautalbrücke genannte, und 1953 fertiggestellte Brücke wurde 2013 durch das gegenwärtige Viadukt ersetzt.

## Donautalbrücke (1953)
Die Donautalbrücke war eine der ersten großen Spannbetonbrücken in Deutschland. Sie wurde von Fritz Leonhardt entworfen und zwischen 1952 und 1953 von schwäbischen Unternehmen erbaut. Sie war insgesamt 375 m lang und 11,4 m breit. Ihre fünf Öffnungen hatten Pfeilerachsabstände von  62 + 3×70 + 62 m. Ihr Überbau war eine über die fünf Öffnungen durchlaufender Plattenbalken mit zwei Trägern mit einer konstanten Bauhöhe von 4 m und einem seitlichen Abstand von 6 m sowie an den Brückenenden je einem 11,5 m langen Kragarm und einer 9 m langen Koppelplatte. Die Brücke wurde nach dem Verfahren Baur–Leonhardt vorgespannt und mit Leoba-Spanngliedern quer vorgespannt. Um das Lehrgerüst und die Schalung zweimal verwenden zu können, wurde der Überbau in zwei Bauabschnitten mit sich übergreifenden Schlaufen der Spannlitzen hergestellt. Diese Idee war der Ausgangspunkt für die Herstellung langer Durchlaufträger in ganzen Feldern.
Die Brücke war nach rund 60 Jahren den gestiegenen Verkehrslasten nicht mehr gewachsen und wurde daher von 2011 bis 2013 durch einen Neubau ersetzt.

## Donauviadukt (2013)
Das Donauviadukt ist eine 362,5 m lange und 11,7 m breite Spannbetonbrücke mit fünf Öffnungen mit Stützweiten von 55 bis 90 m und einem durchlaufenden einzelligen rechtwinkligen Hohlkasten mit konstanter Bauhöhe. Sie  wurde im Taktschiebeverfahren hergestellt und mit Hilfspfeilern vom nördlichen Ende der Brücke her eingeschoben.